# Gare de Bort-les-Orgues
La gare de Bort-les-Orgues est une gare ferroviaire fermée des lignes, également fermées, de Bourges à Miécaze et de Bort-les-Orgues à Neussargues. Elle est située sur le territoire de la commune de Bort-les-Orgues, dans le département de la Corrèze, en région Nouvelle-Aquitaine.
Mise en service en 1882 elle est desservie par un dernier autorail en 1994. Elle dispose toujours d'un guichet ouvert et elle est desservie par des autocars.

## Situation ferroviaire
L'étoile de Bort-Les-Orgues ne comporte plus que des lignes fermées au trafic SNCF. La gare était située au point kilométrique (PK) 454,490 de la ligne de Bourges à Miécaze, entre la gare de Malet et la gare d'Antignac - Vebret, elle était également la gare d'origine de la ligne de Bort-les-Orgues à Neussargues au même PK.

## Histoire

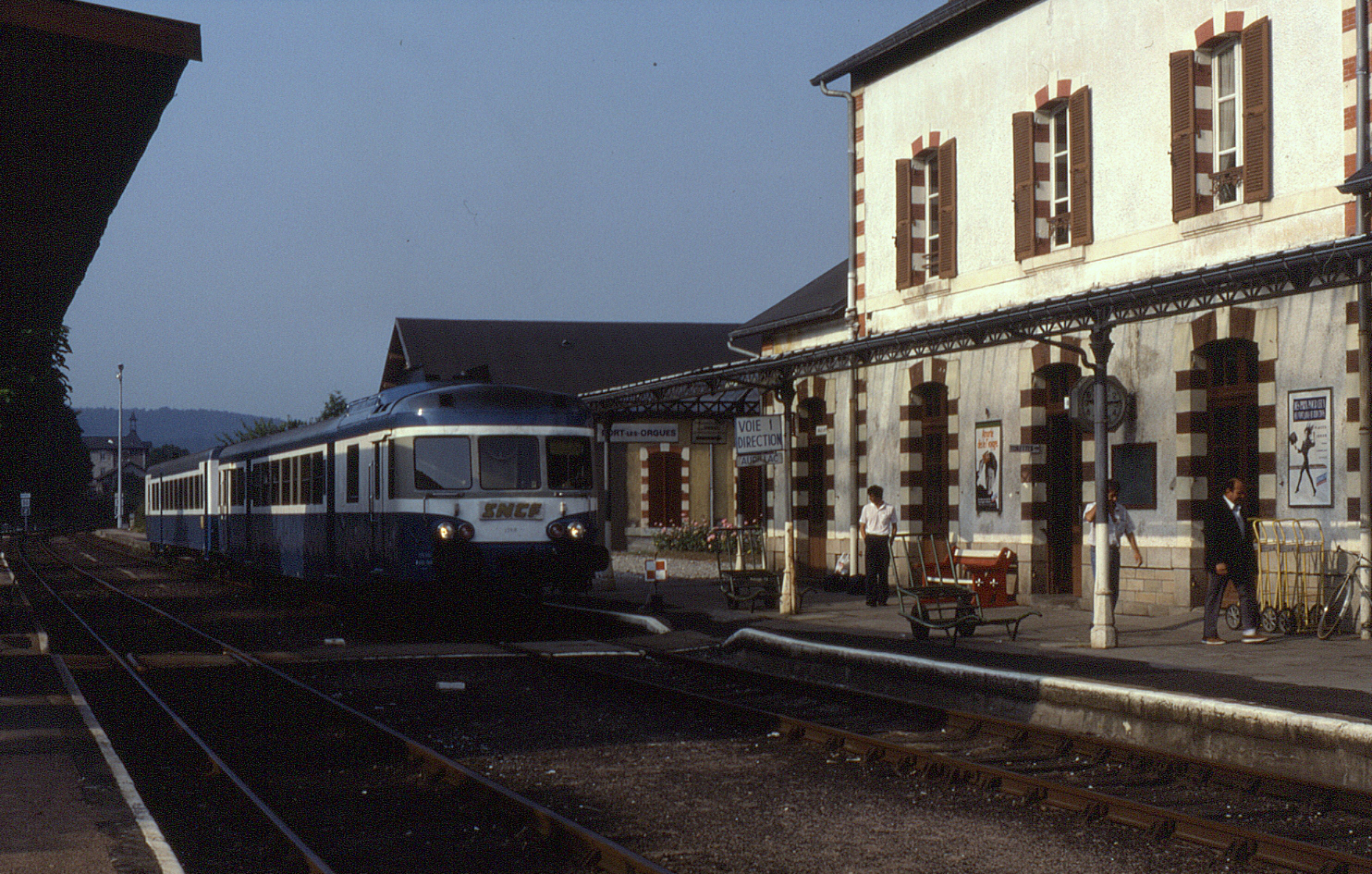
L'élément X 2818, desservant la gare en 1990.

Le train arrive à Bort-Les-Orgues avec la construction et la mise en service de la ligne d'Eygurande à Largnac, par la Compagnie du chemin de fer de Paris à Orléans (PO) en 1882.
La Compagnie du PO obtient le 17 juin 1892 une concession pour une ligne de Bort-les-Orgues à Neussargues, confirmée par la loi du 20 mars 1893. Le 2 décembre 1907 a lieu l'ouverture du tronçon de Bort-les-Orgues à Riom-ès-Montagnes et le 11 mai 1908, la mise en service de la dernière portion entre Riom-ès-Montagnes et Allanche, ce qui permet l'ouverture de la totalité de la ligne de la gare de Bort-les-Orgues à la gare de Neussargues.
La construction du barrage de Bort-les-Orgues entraîne la fermeture de la section d’Eygurande-Merlines à Bort-les-Orgues le 15 mai 1950. En compensation, une ligne de substitution Ussel - Bort devait être construite aux frais d'EDF à l'ouest de la ligne initiale. Les travaux qui ont débuté en 1950 ont été arrêtés le 3 septembre 1955. Cette ligne prévoyait un tunnel de 6 628 m de long depuis le pied du barrage jusqu'au hameau de La Fourcherie (écart de la commune de Sarroux). Ce tunnel dénommé tunnel de La Fourcherie a connu un début de percement (1 490 m au milieu de l'ouvrage à partie d'une descenderie et une courte galerie pilote côté Bort). Par contre, les travaux du reste de la ligne qui devait rejoindre la ligne du Palais à Eygurande - Merlines à proximité d'Ussel n'ont jamais été entrepris.
Le dernier autorail circula le 2 juillet 1994 entre Bort-les-Orgues et Aurillac. La voie reste utilisée par l'association des chemins de fer de la Haute-Auvergne (CFHA). Elle y entrepose une partie de son matériel, moins utilisé par l'exploitation touristique du « Gentiane express ». Ce dernier est un service d'autorails qui circule sur une partie de la ligne vers Neussargues.

## Fréquentation
Selon les estimations de la SNCF, la fréquentation annuelle de la gare figure dans le tableau ci-dessous.
| Année               | 2015   | 2016   | 2017   | 2018   | 2019   | 2020   | 2021   | 2022   | 2023   |
| ------------------- | ------ | ------ | ------ | ------ | ------ | ------ | ------ | ------ | ------ |
| Nombre de voyageurs | 13 778 | 10 584 | 11 954 | 11 395 | 10 906 | 10 807 | 11 576 | 13 086 | 12 252 |

## Service des voyageurs
Des autocars Cars Région relient Ussel, Neussargues et Clermont Ferrand. Le guichet de la gare est encore ouvert, les lundis et mardis.